# Thalassodes veraria
Thalassodes veraria är en fjärilsart som beskrevs av Achille Guenée 1857. Thalassodes veraria ingår i släktet Thalassodes och familjen mätare. Inga underarter finns listade i Catalogue of Life.